# Argyroneta aquatica japonica
L'Argyroneta aquatica japonica és una subespècie d'aranya d'aigua. En japonès se l'anomena mizugumo. L'aranya japonesa de l'aigua és gairebé exactament igual que el seu cosí europeu. L'única diferència entre els dos és que 'aranya japonesa d'aigua té els genitals més grans. Igual que el seu cosí, l'aranya japonesa d'aigua viu sota l'aigua mitjançant la construcció de campanes de busseig sota l'aigua, esferes que contenen oxigen, on hi viuen.

## Creació d'una subespècie
L'any 2002 Hirotsugu Ono Arxivat 2011-07-17 a Wayback Machine. va proposar que l'aranya japonesa d'aigua se la coneix fins ara com una subespècie de l'aranya d'aigua. Ono havia recollit mostres japoneses de l'aranya d'aigua i es va trobar que les espècies a Europa i Japó difereixen:
Ono va proposar la nova subespècie perquè palpo del mascle japonesa, o els òrgans genitals, és més llarg que palpo del mascle europeu. Els òrgans genitals del sexe femení japonès també són més grans que els òrgans genitals de la femella europea.

## Hàbitats al Japó
Segons T. Matsumoto l'aranya japonesa d'aigua s'ha "trobat a ... l'estany Mizoro a la Prefectura de Kyoto, Kiritappu, al pantà Kusiro, Teshio, al pantà Sarobetu a la prefectura de Hokkaido, al poble de Syarki a la prefectura d'Aomori, i a la prefectura d'Oita.” Tots aquests hàbitats estan "aïllats geogràficament.”

## Comportament
Els mascles i les femelles són diferents en molts aspectes. Els mascles recorren amb freqüència, a la recerca de preses i dels ajudants. Les femelles, però, passen gran part de les seves vides dins de les seves campanes de busseig; embosquen a les seves preses. Els mascles són millors bussos que en les femelles. Les femelles i els joves són actius durant la nit, mentre que els mascles són actius durant el dia. Els joves no el globus com altres aranyes, sinó que deixen el seu niu i trobar les seves noves llars de natació.

## L'aparellament
L'aranya japonesa d'aigua és inusual en què els mascles són gairebé sempre més grans que les femelles. D'això se'n diu dimorfisme sexual. Quan les aranyes d'aigua s'aparellen el mascle comença per apropar la campana de busseig de la femella. Després la persegueix fora de la campana de busseig i comencen el "festeig de natació". Després, els mascles tornen a la campana de busseig de la femella per aparellar-se.

## Seda i construcció
L'aranya japonesa d'aigua fa girar quatre tipus principals de seda: 
- seda utilitzada per a la campana de busseig,
- seda per ancorar la campana de busseig per regar les plantes,
- seda per "caminar" per tal d'obtenir la presa i aparellar-se, i
- seda per l'ou-capoll.[5]

La seda de la campana de busseig "s'utilitza per respirar", que serveix per oxigenar la campana de busseig. Les femelles construeixen les campanes de busseig més grans que els mascles. Els mascles construeixen les seves campanes de busseig amb menys cura que les femelles. Els mascles també sovint fan més fils per caminar que en les femelles.
Les femelles teixeixen l'ou-capoll a la part superior de la campana de busseig. L'ou-capoll es compon de dues parts. Exterior és el capoll de sortida i la part interior és el sac d'ous.

## Altres

### Argyronetidae vs. Cybinidae
Hi ha hagut un cert debat entre aracnòlegs pel que fa a si l'aranya d'aigua ( A. a. Aquatica ) pertany a la família Cybinidae o Argyronetidae. En aquest article l'aranya japonesa d'aigua ( A. a. Japonica ) es troba a la família Argyronetidae, perquè l'autoritat competent, Hirotsugu Ono, va decidir col·locar aquesta subespècie en aquesta família.

### El curtmetratge d'anime
El 2006 Hayao Miyazaki va produir un curtmetratge titulat "Mizugumo Monmon". El protagonista de la pel·lícula és una aranya d'aigua japonesa, anomenada Monmon, que s'enamora d'un sabater d'aigua. El sabater d'aigua està en primera por d'ell, però al final ella s'enamora d'ell. La pel·lícula només es mostra en el Museu Ghibli de Miyazaki. El públic objectiu de la pel·lícula són els infants.